# 내안근
내안근(intrinsic ocular muscle, intraocular muscle)은 눈 구조의 안쪽 근육이다. 이들은 눈 밖에 있고 눈의 움직임을 조절하는 외안근과는 다르다.

내재적 안구 근육에는 세 가지가 있다. 즉, 섬모근, 동공 괄약근, 동공 확장근이다.
동공 괄약근과 동공 확장근은 홍채를 조절하여 동공의 크기를 조절하고 눈에 들어오는 빛의 양을 조절한다.
섬모근은 가까운 곳에서 먼 곳까지 물체를 볼 수 있도록 조절을 조절한다.

## 같이 보기
- 바깥눈근육
- 조절 (척추동물 눈)
- 정중곁 다리뇌 그물체
- 가락굽힘근